# Der Umzug der Menschheit: Die transformative Kraft der Städte
Der Umzug der Menschheit: Die transformative Kraft der Städte ist das Hauptgutachten des Wissenschaftlichen Beirats der Bundesregierung Globale Umweltveränderungen (WBGU) aus dem Jahr 2016. Hiermit legt der WBGU einen Beitrag zur bevorstehenden UN-Weltkonferenz HABITAT III vor.
Das Gutachten sieht die Habitat-Konferenz in direktem Zusammenhang mit den im Jahre 2014 verabschiedeten Zielen nachhaltiger Entwicklung (engl.: Sustainable Development Goals – SDG) und dem Klimagipfel in Paris 2015 (COP 21). Mit der Welt-Konferenz des UN-Programms für Wohnungswesen und nachhaltige Stadtentwicklung in Ecuador hätte die Weltgemeinschaft im Oktober 2016 die Chance zu einer Konkretisierung von SDGs und COP 21, so die Überzeugung der Autoren.
Von den Städten seien die wesentlichen Entscheidungen zu treffen, die in den nächsten wenigen Jahrzehnten über den Erfolg der Großen Transformation zu einer nachhaltigen Urbanisierung entscheiden. Dazu sei es notwendig, von der Politik der kleinen Schritte wegzukommen und stattdessen strategische Änderungen anzugehen.
Ein „Weiter so“ ist in den Augen des WBGU keine sinnvolle Option.

## SDG und Paris 2015
Im Jahr 2015 wurden in der Nachfolge der Millenniumsziele die Ziele nachhaltiger Entwicklung (Sustainable Development Goals – SDGs) verabschiedet. Insbesondere das SDG-Ziel Nr. 10 Ungleichheit innerhalb von und zwischen Staaten verringern und das SDG-Ziel Nr. 11 Städte und Siedlungen inklusiv, sicher, widerstandsfähig und nachhaltig machen beziehen sich auf die Themenfelder der Urbanisierung.
Auch die Ziele des Übereinkommens von Paris vom Dezember 2015, mit dem angestrebt wird, die Klimaerwärmung auf deutlich unter 2 Grad zu begrenzen, werden ohne Kursänderungen in den Städten nicht erreichbar sein.

## Städtebauliche Ausgangsbedingungen
Unsere Metropolen sind auf unterschiedliche Weise entstanden:
- In Asien und Südamerika gibt es Beispiele neu angelegter, „top down“ geplanter Städte.
- An den Rändern vieler Metropolen sind informelle Siedlungsstrukturen chaotisch entstanden.
- Insbesondere in Europa gibt es fast ausschließlich reife Stadtstrukturen, die historisch gewachsen sind.

## Dringlichkeit des Problems
Die UNO geht davon aus, dass es bis Mitte des Jahrhunderts etwa 2,5 Mrd. zusätzliche Stadtbewohner geben wird.
Die urbane Bevölkerung wird 2050 größer sein, als die Gesamtheit der heutigen Weltbevölkerung im Jahre 2016. Es wird deshalb erwartet, dass in den nächsten drei Jahrzehnten genauso viel an Infrastruktur neu gebaut werden muss, wie seit den Anfängen der Industrialisierung entstanden ist.
Etwa 85 % des neuen Wohnbedarfs wird in Schwellen- und Entwicklungsländern erwartet, davon ca. 50 % in China.
Der große Urbanisierungsschub wird vor allem in Asien und Afrika stattfinden, während es in den westlichen Industrieländern und in Lateinamerika um die Transformation bereits bestehender Städte geht.
Bis zum Jahr 2050 gäbe es ein Zeitfenster, so das Gutachten, um die nachhaltigen Städte für das 21. und 22. Jahrhundert zu bauen. Ansonsten würden irreversible Pfadabhängigkeiten entstehen.
Die Dynamik in Asien und Afrika sei von großer globaler Bedeutung. Ob sie auf nachhaltige Weise gelingt, wird in der Einschätzung des WBGU über die Einhaltung der planetarischen Leitplanken, die Lebensqualität vieler Menschen und damit auch über die Stabilität und Sicherheit in der Welt entscheiden.

## Engpass Baustoffe
In China wurde von 2008 bis 2010 mehr Zement verbaut als in den USA im gesamten letzten Jahrhundert.
Sollte der in den nächsten Jahren erforderliche Infrastrukturausbau in den Schwellen- und Entwicklungsländern mit den derzeit üblichen Baustoffen Zement, Stahl und Aluminium erfolgen, würde mehr als drei Vierteln des CO2-Budgets verbraucht, das maximal zur Verfügung steht, wenn der Klimawandel auf 1,5 °C begrenzt werden soll.
Deshalb sieht das Gutachten die Notwendigkeit, dass in Schwellen- und Entwicklungsländern Entwicklungsstufen, wie sie die Industrieländer durchlaufen haben, übersprungen werden. Nötig sei ein sogenanntes Leap-Frogging (englisch für Bockspringen).
Mit Holz und anderen natürlichen Baumaterialien stünden Alternativen zu Zement und Stahl zur Verfügung, meint der Ko-Vorsitzende des WBGU Dirk Messner.

## Leitbild und normativer Kompass
Angesichts der unterschiedlichen Ausgangsbedingungen der heutigen Metropolen könne es kein übergreifendes Leitbild geben.
Als einer der zentralen Vorschläge empfiehlt der WBGU gleichwohl eine polyzentrische Stadtentwicklung. Durch eine Stärkung von Klein- und Mittelstädten sowie deren Vernetzung mit größeren Städten gäbe es eine Reihe von Vorteilen:
- bessere Ressourcennutzung, weil Wasser, Nahrungsmittel, Energie nicht mehr von weit her in die wenigen Zentren transportiert werden müssen
- dezentrale Versorgung mit erneuerbaren Energien
- bessere kulturelle Identitätsbildung
- höhere Resilienz gegenüber Schocks wie z. B. Klima-Extremereignisse
- bessere Beteiligungsmöglichkeiten und damit bessere Governance-Strukturen

Städtebauliche Entscheidungen sollen lt. WBGU mit einem „normativen Kompass“ überprüft werden:
- Erhaltung der natürlichen Lebensgrundlagen
- Sicherstellung politischer und ökonomischer Teilhabe der Stadtbewohner
- Bewahrung der Eigenart der jeweiligen Städte

Der WBGU geht von einem erweiterten Verständnis von Wohlstand aus. Demnach reicht es nicht aus, den kurzfristig erreichbaren materiellen Wohlstand vom Naturverbrauch zu entkoppeln. Vielmehr sollte der Wohlstand zumindest partiell auch vom wirtschaftlichen Wachstum an sich entkoppelt werden.
Die Forschung würde zeigen, dass es einen Zusammenhang gibt zwischen sozialem Kapital und soziale Ungleichheiten auf der einen Seite und durchschnittlicher Lebenszufriedenheit, Gewalt, Krankheiten, Angst und sozialem Misstrauen auf der anderen Seite. Um die gesellschaftliche Stabilität zu erhöhen und Verhältnisse wie z. B. in den Banlieues von Paris zu vermeiden, müsse deshalb ein städtisches Miteinander angestrebt werden.
Ein Verständnis von Lebensqualität, das sich am normativen Kompass orientiert, wäre nach dieser Definition nicht nur an den eigenen Bedürfnissen orientiert, sondern auch an den Bedürfnissen der gegenwärtig lebenden und zukünftigen Generationen.
Der WBGU schlägt damit die Erweiterung des kategorischen Imperativs von Immanuel Kant um ein globales und generationenübergreifendes Gerechtigkeitsprinzip vor.

## Positive Beispiele
Dem Idealbild einer polyzentrischen Stadtlandschaft kommen einige Regionen bereits nahe:
- Ruhrgebiet
- Emilia-Romagna in Italien
- San Francisco Bay Area in USA
- Randstad in den Niederlanden
- Perlflussdelta (Guangzhou) in China
- Metropolregion Lima/Callao in Peru

## Vorschläge des WBGU
- New Urban Agenda

Im Rahmen von Habitat III sollten eine politische Strategie für die nächsten zwei Jahrzehnte entwickelt werden.
- Stadt-Charta

In jeder Stadt sollte eine Vision des Transformationsprozesses aushandeln werden.
Dazu sollten urbaner Diskursräume etabliert werden.
Durch Bildung sollte ein Verständnis für Handlungsoptionen und Lösungsansätze geschaffen werden. Z. B. Urbane Reallabore seien ein wichtiger Ort für die Verbindung transformativer Forschungs- und Bildungsprozesse.
- Stärkung der Städte

Während in Europa bis zu 45 Prozent der staatlichen Gelder in Kleinstädte und aufs Land fließen, liegt dieser Anteil in vielen Entwicklungsländern deutlich kleiner als 10 Prozent.
- 50 globale urbane Reallabore

Im Gutachten wird vorgeschlagen, global verteilt 50 urbane Reallabore entstehen zu lassen, die ein Wissen über Transformationsprozesse im urbanen Kontext aufbauen und international verfügbar machen.
Handlungsfelder, die bereits international breit diskutiert werden:

(1) Dekarbonisierung, Energie und Klimaschutz

(2) Mobilität und Verkehr

(3) baulich-räumliche Gestaltung von Städten

(4) Anpassung an den Klimawandel

(5) Armutsbekämpfung und Reduzierung sozioökonomische Disparitäten
Themenfelder, die aus Sicht des WBGU international noch zu wenig Beachtung finden und die Schwerpunkte der Studie sind:

(1) urbane Flächennutzung

(2) Materialien und Stoffströme

(3) urbane Gesundheit

## Hauptautoren des Gutachtens
- Frauke Kraas
- Claus Leggewie
- Peter Lemke
- Ellen Matthies
- Dirk Messner
- Nebojsa Nakicenovic
- Hans Joachim Schellnhuber
- Sabine Schlacke
- Uwe Schneidewind